# Llorenç Lladó Julià
Llorenç Lladó Julià (Sabadell, 1864 - Gijón, 1928) fou un pintor català que va alternar la pintura decorativa amb la de cavallet i va destacar en la pintura de marines, especialment a la darrera etapa de la seva vida.

## Biografia
Es va formar a l'Acadèmia de Belles Arts de Sabadell de la mà de Joan Vila Cinca i Ramon Quer Vidal i, posteriorment, a la Reial Acadèmia Catalana de Belles Arts de Sant Jordi de Barcelona. L'any 1887 es documenta la seva primera participació en una exposició que l'Acadèmia de Belles Arts de Sabadell va organitzar a l'Ateneu Sabadellenc, on va presentar una marina i una vista de carrer. Aquell mateix any va il·lustrar el primer número del Boletín del Ateneo Sabadellés. Al mateix Ateneu Sabadellenc, l'any 1889 exposava un paravent pintat, cinc paisatges i diversos estudis, i el 1890 un paisatge amb unes ruïnes a la vora d'un riu i sis paisatges diversos.
Poc després, va iniciar un llarg període de participacions en exposicions i certàmens artístics fora de Sabadell, en els quals va obtenir diferents premis i mencions: Exposició Nacional d'Indústries Artístiques i Internacional de Reproduccions de Barcelona (1892); Segona Exposició General de Belles Arts de Barcelona (1894), on va presentar un fris decoratiu; Tercera Exposició General de Belles Arts de Barcelona (1896), on va presentar l'oli al·legòric La agricultura; Exposición Regional de Logroño (1897); IV Exposició de Belles Arts (1898), amb l'oli de gran format Últimas hojas, que l'any abans ja havia presentat a l'Exposició General de Belles Arts de Madrid junt amb un projecte de fris decoratiu.
Les primeres obres revelaven una clara influència de l'estil pompier, que el va fer destacar com a decorador d'interiors de les cases sabadellenques. En aquesta ciutat pintar els murs de les cases Cortés, Vila Fusté, Figueras i Pulit, entre d'altres. A partir de 1897, però, va decantar-se per la pintura de cavallet, sobretot els paisatges.
L'any 1898 es traslladà a Gijón, on va ser nomenat director de l'Escola Industrial de la ciutat, antiga escola de districte de la Escuela Central de Artes y Oficios de Madrid. La costa asturiana passà a ser el seu tema predilecte, influït sens dubte per les obres dels artistes residents a la zona.
Figura entre els artistes que l'any 1915 van participar en la contraexposició de caràcter acadèmic que l'Acadèmia de Belles Arts de Sabadell va organitzar a l'antic teatre de la Lliga Regionalista, com a resposta i confrontació amb les idees de l'exposició Art Nou Català que simultàniament es presentava a la ciutat.
L'Ateneo Gijonés li va organitzar una exposició individual el 1921 i aquell any va participar en l'exposició col·lectiva anual organitzada per l'Acadèmia de Belles Arts de Sabadell.
El 1928, pràcticament cec, va morir a Gijón.

## Premis i distincions
- Medalla de Tercera Classe a l'Exposició Nacional d'Indústries Artístiques i Internacional de Reproduccions de Barcelona (1892). Obres: Proyecto de friso decorativo (núm. cat. 343) i Título para socio (núm. cat. 344).
- Medalla de Tercera Classe a la Exposición Regional de Logroño (1897). Obra: Arboleda.
- Menció Honorífica a la quarta edició de l'Exposició de Belles Arts de Barcelona (1898). Obra: Últimas hojas.[8]

## Obra en museus i col·leccions
- Museu d'Art de Sabadell[9][10][11] (21 obres: 13 pintures i 8 dibuixos)